# スイス国鉄De4/4形電車

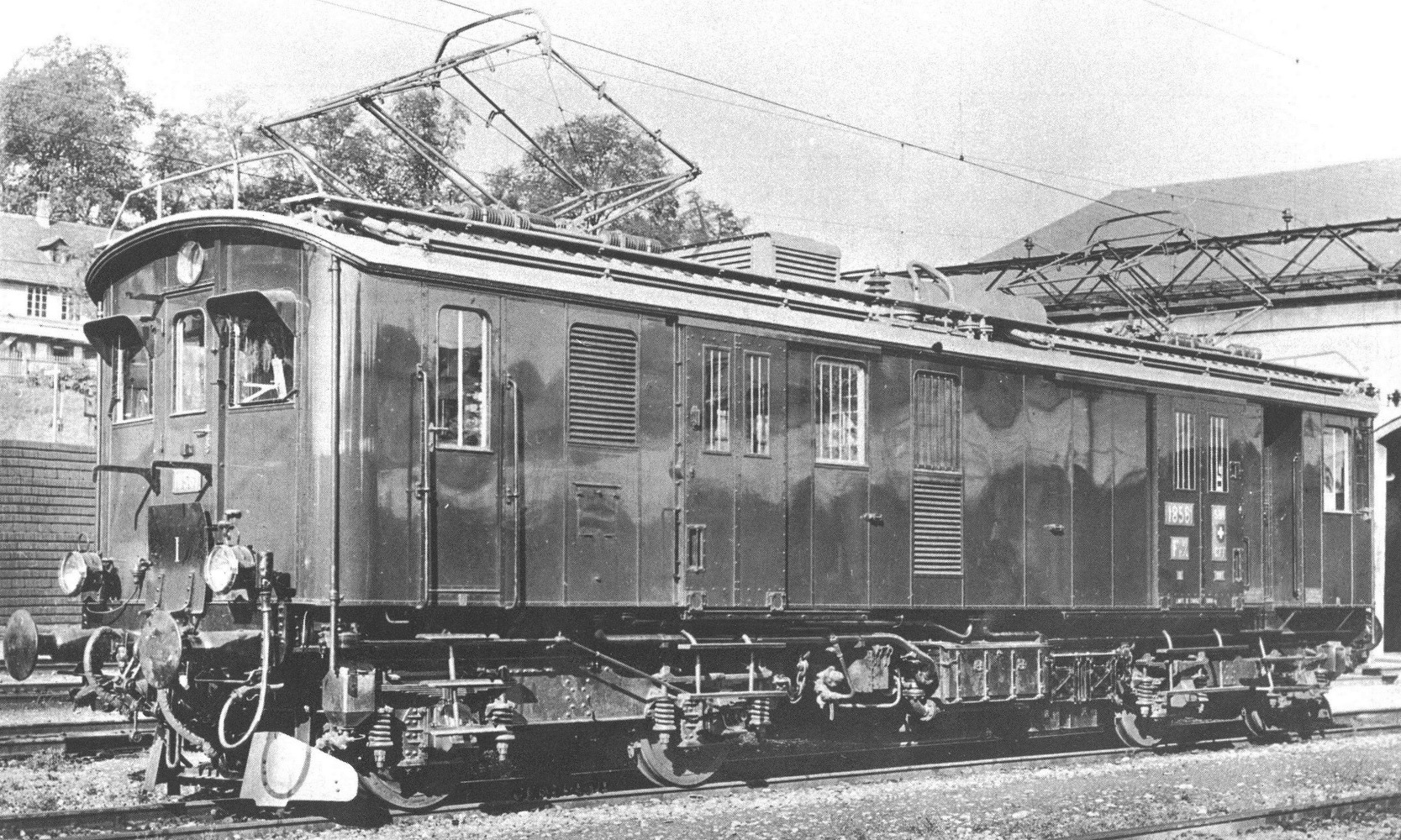
製造当時のFe4/4 18561号機、De4/4形の原形、1930年

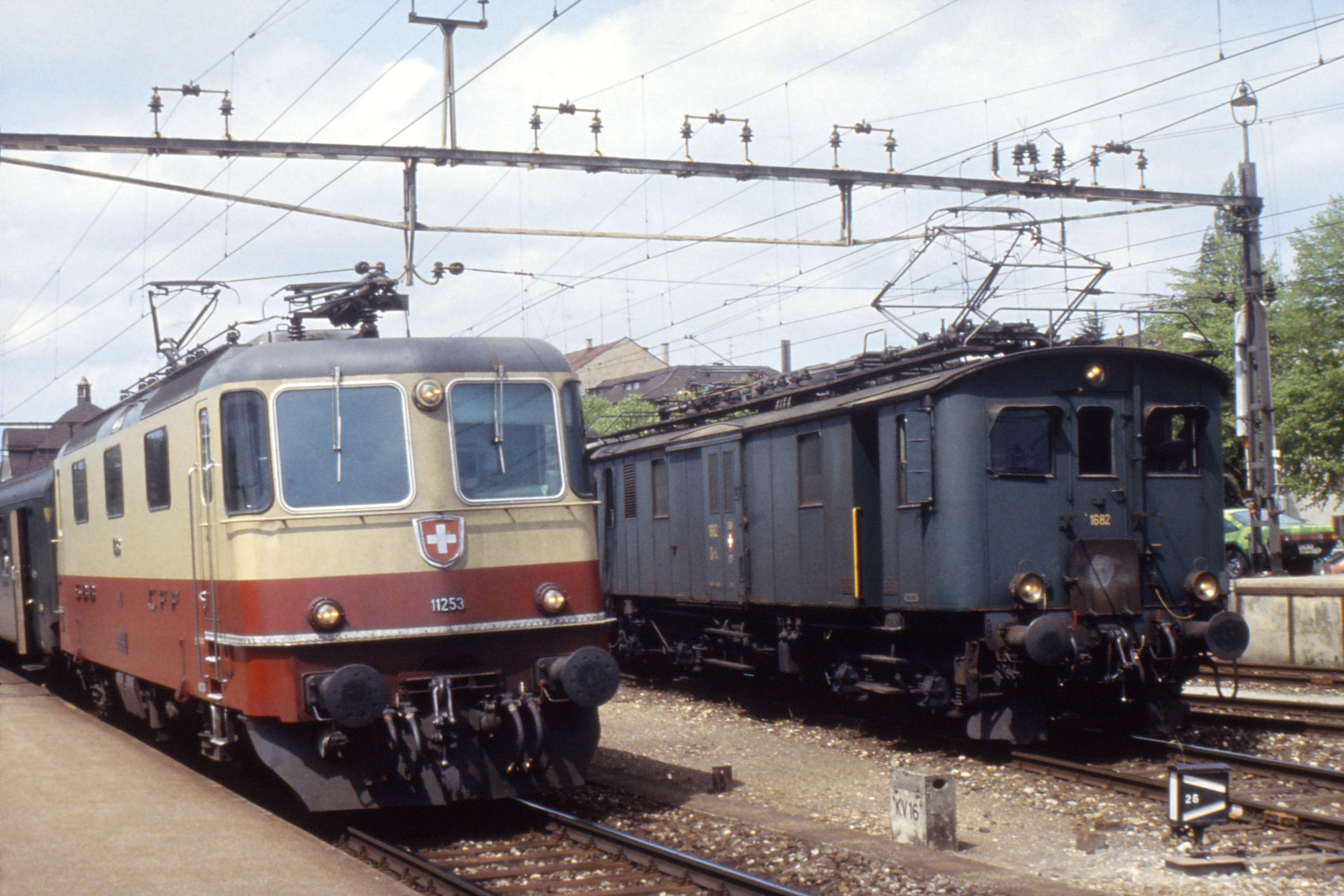
De4/4 1682号機、De4/4形の原形（右側）、1983年

スイス国鉄De4/4形電車(スイスこくてつDe4/4がたでんしゃ)は、スイスのスイス連邦鉄道（SBB: Schweizerische Bundesbahnen、スイス国鉄）の本線系統で使用されていた荷物電車である。なお、本機はFe4/4形の18501-18524、18561号機として製造されたものであるが、その後の称号改正によりFe4/4 80-824、831号機、Fe4/4 1661-1685号機となったものが最終的にDe4/4形の1661-1685号機となったものである。また、本項ではDe4/4形を改造した可変電圧可変周波数制御による誘導電動機駆動の試作機であるBe4/4形電気機関車についても記述する。

## 概要
スイスの国鉄では、1905年に交流15kV50Hzで、1906年および1907年に交流15kV15Hzでの電化の試験が行われたが、その後本格的な電化はベルン-レッチュベルク-シンプロン鉄道やレーティッシュ鉄道からは若干遅れて1919年のベルン - トゥーン間から本格的に始まり、1920年代には主要幹線について急速に電化が進んでいった。これらの路線のうち、長距離列車については電気機関車が客車および貨車を牽引しており、平坦線ではAe3/6I形などが、勾配線ではCe6/8II形などが順次製造されて運用に入っていた。これに対して近郊区間の短編成の列車については、当時私鉄で多く採用されていた電車が客車および貨車を牽引する方式を採用することとなり、Be4/6形電車とともに荷物・郵便電車として本形式がFe4/4形として計25機導入されて、おもにチューリッヒなどの大都市近郊路線で客車、制御客車と編成を組んでシャトルトレインとして運行された。本形式はタップ切換制御により1時間定格牽引力86-113kNを発揮し、重連総括制御装置を搭載して制御客車からの遠隔制御を可能とした中形機であり、車体、台車、機械部分の製造をSIGもしくはSWSが、主変圧器、主電動機、電気機器の製造はSAASが18501-18524号機まで、MFOが18561号機が担当して製造され、1960年代には一部機体が車体更新工事を受けるなどして1980年代までローカル列車牽引用として運行されている。なお、18561号機はMFO製の電機品を搭載して1928年6月に製造した機体を1929年にスイス国鉄が借用し、1930年に購入したものである。各機体の機番と機械品/電機品製造所、SAAS機番、製造年月日、1948年称号改正後の機番、1959-60年称号改正後の機番は以下の通りである。
| - 18501 - SWS/SAAS - 808001 - 1927年8月14日 - 801 - 1661 - 18502 - SWS/SAAS - 808002 - 1927年 - 802 - 1662 - 18503 - SWS/SAAS - 808003 - 1927年 - 803 - 1663 - 18504 - SWS/SAAS - 808004 - 1927年 - 804 - 1664 - 18505 - SWS/SAAS - 808005 - 1927年 - 805 - 1665 - 18506 - SWS/SAAS - 808006 - 1927年 - 806 - 1666 - 18507 - SWS/SAAS - 808007 - 1927年 - 807 - 1667 - 18508 - SWS/SAAS - 808008 - 1927年 - 808 - 1668 - 18509 - SWS/SAAS - 808009 - 1927年 - 809 - 1669 - 18510 - SIG/SAAS - 808011 - 1928年 - 810 - 1670 - 18511 - SIG/SAAS - 808017 - 1928年 - 811 - 1671 - 18512 - SIG/SAAS - 808016 - 1928年 - 812 - 1672 - 18513 - SIG/SAAS - 808010 - 1928年3月14日 - 813 - 1673 | - 18514 - SIG/SAAS - 808012 - 1928年 - 814 - 1674 - 18515 - SIG/SAAS - 808013 - 1928年 - 815 - 1675 - 18516 - SIG/SAAS - 808016 - 1928年 - 816 - 1676 - 18517 - SWS/SAAS - 808021 - 1927年 - 817 - 1677 - 18518 - SWS/SAAS - 808019 - 1927年 - 818 - 1678 - 18519 - SWS/SAAS - 808017 - 1927年9月4日 - 819 - 1679 - 18520 - SWS/SAAS - 808020 - 1927年 - 820 - 1680 - 18521 - SWS/SAAS - 808018 - 1927年 - 821 - 1681 - 18522 - SWS/SAAS - 808022 - 1927年12月28日 - 822 - 1682 - 18523 - SWS/SAAS - 808023 - 1927年 - 823 - 1683 - 18524 - SWS/SAAS - 808024 - 1927年 - 824 - 1684 - 18561 - SIG/MFO - / - 1930年 - 831 - 1685 |

## 仕様

### 車体
- 車体は1923年製のBe4/6形電車や、1924年製のBDm2/4形および1930年製のDm2/4形気動車[8]と同様の形態の木鉄合造構造で、260mm厚の台枠は鋼材のリベット組立式でその上に木製の車体骨組および屋根を載せて前面および側面外板は鋼板を木ねじ止めとしたものとし、屋根は屋根布張り、レール面上1395mmの床面および内装は木製としている。また、車体内は前位側から長さ1770mmの乗務員室、長さ3535mmで面積7.5m2の郵便室、6555mm、13.5m2（18561号機のみ13.0m2）の荷物室、2700mmmの荷物室、1770mmの乗務員室の配列となっており、各室の運転室背面部には主変圧器冷却油冷却用送風器室、荷物室中央の左側面側には主遮断器室が設置されている。
- 正面は隅部がR付で屋根端部が庇状に張出した平妻形態で、中央の貫通扉の左右に庇付の正面窓があり、正面下部左右に外付式の、貫通扉上部に埋込式の丸形前照灯が配置されており、連結器は台枠取付のねじ式連結器で、緩衝器が左右に、フックとリンクが中央に設置されている。
- 側面は右側面が窓扉配置d11D1d1（乗務室扉-冷却気採入用ルーバー-荷物室窓-荷物室扉-郵便室窓-郵便室乗降扉-運転室窓）、左側面が窓扉配置d1D11Dd1（乗務室扉-冷却気採入用ルーバー-郵便室扉-郵便室窓-機器室窓-荷物室扉-荷物室乗降扉-運転室窓）で、扉は荷物室のものが1500mm、郵便室のものが1000mmのそれぞれ外吊式片引扉、各乗降扉が幅600mm開戸となっている。各窓は上隅部にRの付いたもので明取窓、乗務員室窓は下落とし窓となっている。また、主開閉器室側面下部には冷却気導入用のルーバーが設置されている。また、屋根上にはパンタグラフが二基とその間に空気タンク、抵抗器が、屋根両端部にはつらら切りが設置されている。
- 運転室は当時のスイスの機関車などと同じ立って運転する丸いハンドル式のマスターコントローラーが設置された形態で、従来のスイス国鉄機は右側運転台であったが、本機は左側運転台であり、その後の軽量高速機やAe4/6形以降の電気機関車も左側運転台となっているほか反運転席側の側面窓前位側には折畳式のバックミラーが設置されている。
- 車体塗装は緑色で、側面に各種標記類のプレートが設置されており、下部中央に"SBB""CFF"とスイス国旗の付いたもの、その左右に形式名と機番のものがそれぞれ設置され、車体正面貫通扉にも機番が入れられていた。また、車体台枠、床下機器と台車は黒、屋根および屋根上機器はグレーである。その後車体の標記類はプレートから車体への直接の表記に変更され、車体側面下部中央にスイス国旗とその左右に"SBB""CFF"のレタリングが、側面左端下部に形式名と機番が、乗降扉左右に客室等級の"2"もしくは"3"が入るようになり、車体台枠、床下機器と台車がグレーに変更されている。

### 走行機器
- 制御方式はタップ切換制御を採用して主変圧器は油冷式のものを床下中央に搭載、そのほか油遮断器を使用した主開閉器とタップ切換器を車体内中央の機器室に、変圧器冷却油のオイルポンプと冷却ファンを運転室背面の機器室に、電動空気圧縮機、空気タンクなどは床下もしくは屋根上にそれぞれ設置されている。
- ブレーキ装置はウェスティングハウスの空気ブレーキと手ブレーキを装備する。
- 台車は軸距2500mm、車輪径1040mmのリベット組立式板台枠台車で、心皿は球面心皿、軸バネはコイルバネと重ね板バネの組合せで軸箱支持方式はペデスタル式で、車端側に砂撒装置を設置している。主電動機は1時間定格出力210kWの自己通風式の交流整流子電動機を吊掛式に装荷して歯車比を18501-18511号機は4.235、18512号機以降は3.6に設定されているほか、基礎ブレーキ装置は両抱き式の踏面ブレーキ、ブレーキシリンダは台車毎の車体取付であった。
- 本形式は編成の一端に制御客車を連結もしくは両端に本形式もしくはCe4/6形などを連結したシャトルトレインとして運行するために重連総括制御装置を装備しており、1923年にCe4/6形と荷物車を改造したFt 16021号車で試験を行ったVst Iを採用している。この装置では制御車等から本機の遠隔制御ができるほか、戸閉制御が可能となっており、Vst I対応の客車では駅到着時には乗客が自身で乗降扉を開けるが、発車時には電気制御回路により自動で閉まる構造となっている。

### 改造
- 本機は当初と市近郊の路線で使用されていたが、勾配線区に転用された機体のうち、1931年には18501-18508号機の8機に、1938年には18509-18511号機の3機に、それぞれ回生ブレーキ装置が増設されている。なお、18509-18511号機にはより出力の大きいMFO製の機器が採用されている。
- このほか、ゼータル線に転用された18501-18508号機は正面運転室窓右の車体隅部に視界確保のための窓を増設したほか、1957年には後位側のパンタグラフを撤去する改造を行っている。

### 主要諸元
- 軌間：1435mm
- 電気方式：AC15kV 16.7Hz 架空線式
- 最大寸法：全長15200mm、車体幅2900mm、最大幅3130mm、屋根高3715mm、全高4510mm
- 軸配置：Bo'Bo'
- 軸距：2500mm
- 台車中心間距離：8800mm
- 車輪径：1040mm
- 運転整備重量：62.2t（18501-18511）、58.6t（18512-24）、64.8t（18561）
- 最大重量：67.2t（18501-18511）、63.6t（18512-24）、69.8t（18561）
- 荷重：5.0t
- 荷室面積：13.5m2（18501-18524）、13.0m2（18561）
- 郵便室面積：7.5m2
- 走行装置
  - 主制御装置：タップ切換制御
  - 主電動機：交流整流子電動機×4台
  - 減速比：4.235（18501-18511）、3.6（18512-24、18561）
- 性能（18501-18511）
  - 出力：210kW×4（1時間定格、於42km/h）、182kW×4（連続定格、於44.3km/h）
  - 牽引力：101.9kN（最大）、68.6kN（1時間定格）
  - 最高速度：75km/h
- 性能（18512-24）
  - 出力：210kW×4（1時間定格、於50km/h）、182kW×4（連続定格、於52km/h）
  - 牽引力：86.2kN（最大）、58.4kN（1時間定格）
  - 最高速度：85km/h（披牽引時90km/h）
- 性能（18561）
  - 出力：254kW×4（1時間定格、於48km/h）、216kW×4（連続定格、於52km/h）
  - 牽引力：113.7kN（最大）、73.7kN（1時間定格）
  - 最高速度：85km/h（披牽引時90km/h）
- ブレーキ装置：空気ブレーキ、手ブレーキ、回生ブレーキ（18501-18511（追加改造後）、18561）

## 車体更新

車体更新後のDe4/4 1670号機、1967年

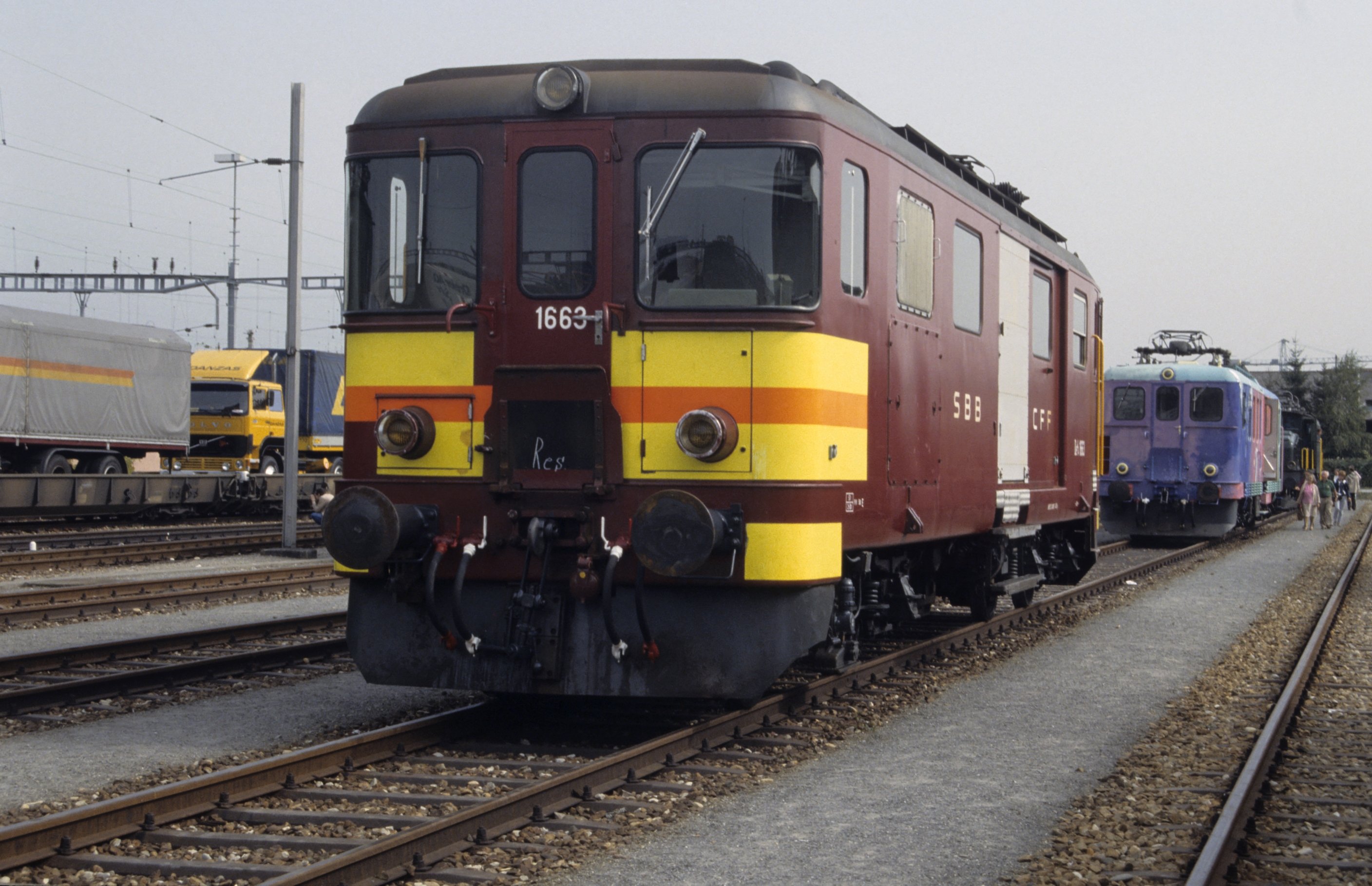
車体更新後のDe4/4 1663号機、ゼータル線で使用されていた正面警戒色の機体、1985年

- De4/4形は木造車体であったこともあって1960年代には老朽化が進んでいたが、当時のスイス国鉄は、電車では1959年以降定格出力1988kWで本線の客車列車牽引用のRBe540形電車の増備を進めており、De4/4形のような出力800kWクラスでローカル列車を牽引できる小型の代替機体がなかったため、当分の間使用が見込まれるゼータル線およびヴァロルブ - ル・ブラッスス間で使用される1661-1671号機（旧18501-18511号機）については車体更新工事によって近代化を図ることとなり、まず試作として1966年に1669号機が、その後1967-71年にかけて1661-68、1670-71号機がスイス国鉄のイヴェルドン工場で改造されている。
- 改造は台枠から上の車体部分を軽量構造の全鋼製車体に変更するもので、車体長は原形と同じく13900mmであるが、緩衝器が10mm短縮されて全長は15180mmとなったほか、重量は67.2tから57.6tへ大幅に軽量化されているほか、主開閉器が油遮断器から空気遮断器となり、タップ切換器も新しくなるなど電機品も更新されている。
- 正面は隅部がR付の3面折妻で側面運転室部がわずかに左右に絞込まれた形態となっており、中央の貫通扉の左右に側面まで回り込んだ曲面ガラスの正面窓が設置され、正面下部左右と貫通扉上部の屋根部に埋込式の丸形前照灯が配置されている。連結器は原形同様の台枠取付のねじ式連結器が設置されている。
- 側面は荷物搬出入口が車体左右とも車体中央の設置となり、有効幅1600mmの片引扉が設置され、従来荷物室と郵便室に区分されていた室内は全室荷物室となっており、両側の運転室背面左右にそれぞれ長さ1800mmの機器室が3箇所と郵便仕分け室1箇所が設置されており機器室には冷却気導入用ルーバー付窓が、前位側運転室の反運転席側の郵便仕分室には上段下降式の窓が設置されるほか、荷物室の荷物扉左右に明かり扉窓が1箇所ずつ設置されている。なお、3箇所の機器室のうち運転席背面のものが冷却ファン室、後位側運転室の反運転席側がタップ切換器室となっている。
- 屋根上にパンタグラフが前位側一基のみとなり、中央部に機器が載るが、追設した回生ブレーキ装置の差により1661-1668号機と1669-1674号機では機器配置が異なる。
- 運転室は長さ1782mmで原形とほぼ同じ広さながら立って運転する形態から座って運転する形態に変更となり、Re420形などと同じ、運転席左側の空気ブレーキ関係のレバーと右側の電気関係のレバー式のマスターコントローラーにより操作を行うものとなったほか、運転席横および反運転席側の乗務員室扉の窓は下落し式で、その前部にバックミラーが設置されている。また、重連総括制御装置がVst IからRe420形などのVst IIIdをベースとしたVst IIIeに変更されている。
- 台車および床下機器は従来と大きくは変わらないが、台車車端側に設置されていた砂箱が正面反運転席側に設置されつ用に変更されたほか、正面下部にRe420形のものと同様の形状のスカートが設置されている。
- 塗装は車体は赤をベースとして車体側面下部の荷物室扉左右に"SBB"と"CFF"のレタリングが、側面下部右側に形式名と機番が、正面貫通扉に機番が入るものであり、屋根および屋根上機器は銀、台車および床下機器はダークグレーとなっている。また、1661-1668号機については1982年に車体前面下部に黄色とオレンジの警戒色を追加している。
- 改造試作機の1669号機は先頭部の台枠下部が一段下がっておらず直線状であり、車体塗装が1976年まで緑色であったなどの差異がある。

| - 1661 - 1968年10月 - 1662 - 1970年3月 - 1663 - 1969年8月 - 1664 - 1968年4月 - 1665 - 1969年7月 - 1666 - 1967年11月 | - 1667 - 1971年6月 - 1668 - 1970年12月 - 1669 - 1966年2月 - 1670 - 1967年9月 - 1671 - 1968年6月 |

### 主要諸元
- 軌間：1435mm
- 電気方式：AC15kV 16.7Hz 架空線式
- 最大寸法：全長15180mm、車体幅2970mm、屋根高3757mm、全高4500mm
- 軸配置：Bo'Bo'
- 軸距：2500mm
- 台車中心間距離：8800mm
- 車輪径：940mm
- 運転整備重量：57t
- 最大重量：61t
- 荷重：4.0t
- 荷室面積：18.5m2
- 走行装置
  - 主制御装置：タップ切換制御
  - 主電動機：交流整流子電動機×4台
  - 減速比：3.26
- 性能
  - 出力：210kW×4（1時間定格）、182kW×4（連続定格）
  - 牽引力：101.9kN（最大）、68.6kN（1時間定格）
  - 最高速度：75km/h
- ブレーキ装置：空気ブレーキ、手ブレーキ、回生ブレーキ

## 運行・廃車

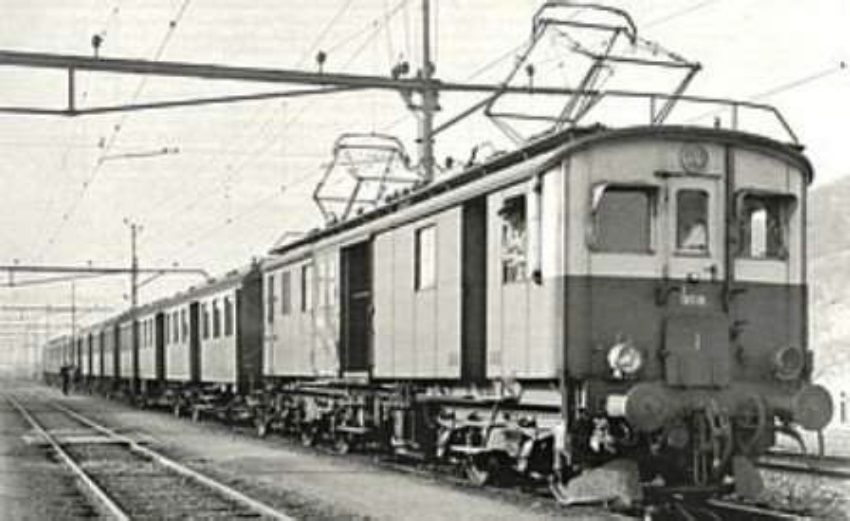
通称"Arbeiter-Pullman（労働者のプルマン車）として運行される特別塗装のFe4/4形

De4/4形が牽引するシャトルトレイン、制御車はBti 1985号車（もとBC^{t4} 5305号車）、1960年代

- 本機は新造後まずチューリッヒとバーゼルの都市近郊列車として運行が開始され、1929年からは重連総括制御機能を活用してチューリッヒ - マイレン - ラッパースヴィール間およびバーゼル - リースタル - オルテン間のシャトルトレインとして、2軸もしくは3軸客車を2両半永久連結としたB-B（3等車）もしくはB-C（2等/3等合造）中間車と片側に運転室を持つ2軸ボギー式のBt4 4001形2等制御客車、BCt4 5301-5305形2等/3等合造制御客車、荷物室付きのため主にCe4/6形と使用されたCFt4 9751-9754形3等/荷物合造制御客車で編成を組んでCe4/6形電車およびCe4/4形電車とともに使用されていた。
- これらのシャトルトレインのうち、Fe4/4 18517号機とFe4/4 18518号機の2機がそれぞれ3等客車C-C 5714-5721号車[9]と2等/3等合造客車B-C 4201-4204号車、3等制御客車Bt4 4001号車[10]もしくは2等/3等合造制御客車BCt4 5301号車1両ずつと編成を組んだ2編成については、1929年に車体の下半分を青、上半分をクリーム色とした特別塗装に変更して、チューリッヒ - ラッパースヴィール間で通称"Arbeiter-Pullman（労働者のプルマン車）"として1939年まで運行されていた。
- 1931年には18501-18508号機の8機がスイス中央部ルツェルンの配置に変更となり、通称ゼータル線で運行されるようになった。ゼータル線はゼータル鉄道[11]が運営していたものを1922年に国有化したもので、ルツェルン - レンツブルク間42.1kmの本線と1997年に廃止となった、途中のバインヴィール・アム・ゼーから分岐してベロミュンスターまで8.0kmの支線からなり、高度は本線は海抜406-521m、支線は520-650mであるほか、最急勾配は本線は36パーミル、支線は39パーミルであり、この勾配に対応するために18501-18508号機には回生ブレーキが追加されている。
- 同線は1930年に電化方式をAC5.5kV 25Hzからスイス国鉄の他の路線と同じAC15kV 16.7Hzに変更しており、Fe4/4形は電化方式変更により廃車となったゼータル鉄道引継ぎの電車の代替として、従来から同線で運行されていた複電圧対応のDe6/6形電気機関車とともに同線で客車および貨車を牽引しており、原形時は従来の制御客車と、車体更新後はVst IIIe対応のBti 1951-1961形[12]2等制御客車やBDti 1971-1977形[13]2等/荷物合造制御客車などと編成を組んでシャトルトレインとしても使用されていた。
- ゼータル線は沿道との交差が多いほか、道路と軌道が近接しており、自動車との接触事故が多く発生していたため、1956年には車体塗色を濃緑色から赤茶色に変更をし、1957年には前照灯を黄色のものに変更しているほか、車体更新改造後の1982年には車体前面下部に黄色とオレンジの警戒色を追加している。なお、この警戒色は後にゼータル線に配属されたRBe540形にも引継がれている。
- 1938年には18509-18511号機の3機がスイス西部ローザンヌの配属に変更となり、ジュラ山脈の渓谷であるヴァレ・ドゥ・ジューのヴァロルブからル・デを経てル・ポンからポン-ブラッシュ鉄道[14]へ乗入れてル・ブラッススまでの間の1938年10月に電化された24.8kmで運行されるようになり、一時的にヴェヴェイ - ビュイドゥー・シュブル間7.8kmでも運行されていた。ヴァロルブ - ル・ブラッスス間は高度787-1049mで、途中6km以上40パーミルの勾配区間が連続する路線であるため18509-18511号機には回生ブレーキが追加されている。
- 18512号機以降は引き続きチューリッヒ、バーゼル、ジュネーヴなどの都市近郊列車としてシャトルトレインで、1950年代頃までは旧型の2軸もしくは3軸客車などとも編成を組んで使用されていたが、1960-70年代には各地でローカル列車を牽引するようになった。
- 原形のまま残った1672-1685号機は、1966年に1672号機が車体更新機の予備部品確保用に廃車となったほか、1971年以降順次廃車となり、1983年には全機が運用を外れており、このうち1678号機は青とクリーム色の"Arbeiter-Pullman"塗装に変更の上でルツェルンの交通博物館に静態保存されており、また、製造以降1975年までチューリッヒに配属されて都市近郊列車を牽引し、その後1983年までロールシャッハに配属されてザンクト・ガレン - スルゲン間とザンクト・ガレン - ロマンスホルン間で運行されていた1679号機がスイス国鉄の歴史的車両に指定されてロールシャッハを拠点に動態保存されている。
- 車体更新改造を実施した1661-1671号機もRBDe560形が牽引するシャトルトレインであるNPZ[15]の増備が進んだことなどにより、ゼータール線では主にRBe540形の試作機である401-406号機によって、ポン-ブラッシュ鉄道ではRBDe560形によって置き換えられて1987-88年に順次廃車となっている。

各機体の廃車年は以下の通り
| - 原形機 - 1672 - 1966年10月 - 1673 - 1982年4月 - 1674 - 1971年7月 - 1675 - 1983年5月 - 1676 - 1978年4月 - 1677 - 1978年7月 - 1678 - 1982年5月 - ルツェルン交通博物館に静態保存 - 1679 - 1983年よりスイス国鉄の歴史的車両として動態保存 - 1680 - 1983年5月 - 1681 - 1974年12月 - 1682 - 1983年5月 - 1683 - 1974年8月 - 1684 - 1974年12月 - 1685 - De4/4 12001号機へ改造、1981年12月廃車 | - 車体更新機 - 1661 - 1988年8月 - 1662 - 1988年12月 - 1663 - 1988年12月 - 1664 - 1987年2月 - 1665 - 1988年11月 - 1666 - 1988年8月 - 1667 - 1988年12月 - 1668 - 1988年12月 - 1669 - 1988年11月 - 1670 - 1988年6月 - 1671 - 1989年8月 |

## Be4/4形電気機関車

### 概要
- BBCはパワーエレクトロニクスを応用した静止型インバータによる誘導電動機駆動の鉄道車両の研究を進めており、1967年4月に火災により電機品を損傷して運行から外れたDe4/4 1685号機をスイス国鉄から借用して同社製電機品を搭載した誘導電動機駆動の試験機としていたが、同機は1972年にはスイス国鉄Be4/4 12001号機となって本格的な実用試験が開始されることとなった。
- 改造はスイス国鉄のイヴェルドン工場で実施されており、荷物室および郵便室を機器室としてBBC製の試作制御器を搭載して側面は機器搬入口としたほか、屋根上は後位側の集電装置を撤去して肩部に機器冷却気採り入れ用のルーバーを設置している。また、主変圧器は原形のものが流用され、台車は原形とほぼ同一であるがSIGで所要の改造を行い、主電動機を誘導電動機に交換している。
- 主制御装置は主変圧器の出力を1台のコンバータで直流化し、4台のインバータで三相交流化してそれぞれ1基ずつの主電動機を駆動する方式となっており、本機および1971年に同様にBBC製主制御器を搭載した誘導電動機駆動試作電気式ディーゼル機関車であるドイツのDE2500型[16]の試験結果は、ドイツ国鉄の120型電気機関車やスイス国鉄のAm6/6形ディーゼル機関車など初期の量産形機関車に反映されている。
- 1975年には電機系の故障により使用されなくなり、1981年12月に廃車となったが、ルツェルンの交通博物館に本機の台車1基と主電動機2基が保存されている。

### 主要諸元
- 軌間：1435mm
- 電気方式：AC15kV 16.7Hz 架空線式
- 最大寸法：全長15200mm、車体幅2970mm、屋根高3715mm、全高4510mm
- 軸配置：Bo'Bo'
- 軸距：2500mm
- 台車中心間距離：8800mm
- 車輪径：1040mm
- 運転整備重量：64t
- 走行装置
  - 主制御装置：可変電圧可変周波数制御
  - 主電動機：交流誘導電動機×4台
  - 1時間定格出力：950kW
  - 最高速度：75km/h